# Bettina Hauert
Bettina Alexandra Hauert (Hagen, 18 juni 1982) is een Duitse golfprofessional die golfte op de Ladies European Tour.

## Loopbaan
In begin 2003 was Hauert als golfamateur kampioene op de Sherry Cup. Ze was ook lid van het Europese golfteam op de Vagliano Trophy. Later werd ze golfprofessional.
In 2003 won ze als prof de qualifying school van de Ladies European Tour en kreeg een speelkaart voor de LET in 2004 waar ze haar debuut maakte. In mei 2007 behaalde ze haar eerste zege op de LET door het Deutsche Bank Ladies Swiss Open te winnen. In 2007 was ze lid van het Europese golfteam op de Solheim Cup en op het einde van het seizoen kreeg ze een trofee: de "LET Player of the Year".

## Prestaties

### Professional
Ladies European Tour
| Nr. | Datum            | Toernooi                        | Score           | Score | Info                            |
| --- | ---------------- | ------------------------------- | --------------- | ----- | ------------------------------- |
| 1   | 20 mei 2007      | Deutsche Bank Ladies Swiss Open | 68-73-72-72=285 | –3    | Won de play-off van Paula Martí |
| 2   | 2 september 2007 | Finnair Masters                 | 68-67-72=207    | –6    | [ 3 ]                           |

## Teamcompetities
Professional
- Solheim Cup ( Europees team): 2007
- World Cup ( Duits team): 2008